# ام‌بی‌سی ۳
ام‌بی‌سی ۳ یک شبکه تلویزیونی کودکان متعلق به مرکز پخش خاورمیانه است که در ماهواره عرب ست قرار دارد. این شبکه متعلق به دولت عربستان سعودی می‌باشد و در ۸ دسامبر ۲۰۰۴ راه‌اندازی شد. زبان این شبکه عربی است. این شبکه آموزشی و تفریحی است و برای کودکان بین ۳ تا ۱۳ سال برنامه پخش می‌کند. مجریان این شبکه دانیه شافعی، اَصاله کامل، عزه زعرور، نبیل ایوب و مهند بخیت است.
ام‌بی‌سی ۳ شروع به پخش برنامه‌های نیکلودئون پس از بسته شدن نیکلودئون عربی در سال ۲۰۱۱ کرد. برنامه‌هایی مانند تی.یو.اف.اف. پاپی، والدین نسبتاً عجیب و غریب و باب‌اسفنجی شلوارمکعبی نیز از این شبکه دوبله و پخش می‌شوند.

## برنامه‌ها
- باب‌اسفنجی شلوارمکعبی

- اسپایدر من
- کارتون‌ها و پویانمایی‌های شرکت والت دیزنی